# Michael Storer
Michael Storer (ur. 28 lutego 1997 w Perth) – australijski kolarz szosowy.

## Osiągnięcia
Opracowano na podstawie:

2014
- 1. miejsce w mistrzostwach Oceanii juniorów (jazda indywidualna na czas)
- 3. miejsce w Trofeo Buffoni
- 3. miejsce w mistrzostwach świata juniorów (jazda indywidualna na czas)

2015
- 1. miejsce w mistrzostwach Oceanii juniorów (jazda indywidualna na czas)
- 1. miejsce w mistrzostwach Australii juniorów (jazda indywidualna na czas)
- 1. miejsce na 3. etapie Aubel-Thimister-La Gleize

2016
- 3. miejsce w mistrzostwach Oceanii U23 (jazda indywidualna na czas)
- 1. miejsce w Grand Prix de Poggiana

2017
- 3. miejsce w mistrzostwach Oceanii U23 (jazda indywidualna na czas)
- 2. miejsce w mistrzostwach Oceanii (start wspólny)
- 1. miejsce na etapie 1a Toscana Terra di Ciclismo Eroica
- 1. miejsce w Gran Premio Industrie del Marmo
- 1. miejsce na 4. etapie An Post Rás
- 3. miejsce w Giro Ciclistico della Valle d’Aosta Mont Blanc
- 2. miejsce w Grand Prix de Poggiana

2019
- 2. miejsce w Hammer Stavanger (drużynowo)

2021
- 1. miejsce w Tour de l’Ain
  - 1. miejsce w klasyfikacji punktowej
  - 1. miejsce w klasyfikacji górskiej
  - 1. miejsce w klasyfikacji najaktywniejszych
  - 1. miejsce na 3. etapie
- 1. miejsce w klasyfikacji górskiej Vuelta a España
  - 1. miejsce na 7. i 10. etapie

2022
- 2. miejsce w Tour of the Alps
- 3. miejsce w Mont Ventoux Dénivelé Challenge

## Rankingi
| Rok              | 2016 | 2017 | 2018 | 2019 | 2020 | 2021 | 2022 | 2023 | 2024 |
| ---------------- | ---- | ---- | ---- | ---- | ---- | ---- | ---- | ---- | ---- |
| UCI World Tour   | -    | -    | 319. |      |      |      |      |      |      |
| World Ranking    | 332. | 156. | 554. | 816. | 384. | 120. | 216. | 177. | 94.  |
| UCI Europe Tour  | 538. | 403. | 399. |      |      |      |      |      |      |
| UCI Oceania Tour | 7.   | 2.   | -    | 45.  | 26.  | 6.   | 15.  | 12.  | -    |
|                  |      |      |      |      |      |      |      |      |      |
| Źródło: UCI      |      |      |      |      |      |      |      |      |      |